# Эккерт, Джон Преспер
Джон Адам Преспер Эккерт-младший (англ. John Adam Presper  Eckert, Jr., 9 апреля 1919, Филадельфия, США — 3 июня 1995, Брин-Мар, Пенсильвания, США) — американский учёный в области компьютерной инженерии, инженер-электронщик. Вместе с Джоном Мокли является создателем первого электронного компьютера ENIAC. Является одним из авторов Лекций школы Мура — первого в истории курса лекций на тему компьютеров. Основатель одной из первых коммерческих компьютерных компаний — Eckert–Mauchly Computer Corporation (EMCC) и создатель первого коммерческого компьютера UNIVAC I. Изобретатель памяти на линиях задержки, использовавшейся до конца 1960-х. Один из авторов архитектуры фон Неймана.

## Биография

### Ранние годы
Родился 9 апреля 1919 года в Филадельфии, США. Учился в частной школе имени Уильяма Пенна, считавшуюся одной из лучших в стране. Ещё во время обучения в средней школе начинает посещать Инженерный клуб Филадельфии, а именно лабораторию электроники Фарнсуорта, где проводит всю вторую половину дня.
По окончании школы по настоянию родителей, желавших видеть его продолжателем семейных дел, поступает в Уортонскую школа бизнеса, но в 1937 году переводится в Электротехническую школу Мура. В 1940 году получает первый патент — «Методы светомоделирования и устройство». Это было устройство, предназначенное для использования в записи звука на киноплёнку, телевизионной или факсимильной передаче, передаче сигналов. Принимает участие в экспериментах по радиолокации, усовершенствовании дифференциального анализатора. Летом 1941 года принимает участие в качестве преподавателя в американской программе «Инженерное дело, наука и военное управление» (Engineering, Science, and Management War Training).

### Работа над ENIAC
Летом 1941 года знакомится со слушателем курсов в Электротехнической школе Мура Джоном Мокли, работавшим на кафедре физики университета Джонса Хопкинса. По их окончании Мокли остаётся в школе Мура на должности помощника профессора.
В 1943 году Мокли и Эккерт предлагают идею электронно-цифровой вычислительной машины с использованием электронных ламп, которая была бы во много раз быстрее и точнее, чем дифференциальный анализатор для вычисления баллистических таблиц артиллерии. Идея быстро находит отклик у военных, и спустя некоторое время Электротехническая школа Мура получает контракт на создание такой машины. Эккерт становится главным инженером проекта. В 1945 году все работы были окончены, а в 1946 году проект был представлен широкой публике.

### После войны
12 апреля 1946 года был подписан контракт W-36-034-ORD-7593 на создание нового компьютера под кодовым названием «Project PY» для Лаборатории баллистических исследований Армии США. Но в том же году Эккерт и Мокли покидают школу Мура из-за спора о правах на интеллектуальную собственность, и ЭВМ EDVAC разрабатывали уже без них. В том же году университет Пенсильвании принимает новую патентную политику, согласно которой все патенты присваиваются университетом.
Эккерт и Мокли пошли с университетом на мировую в споре по ENIAC: университет оставлял за собой право предоставлять лицензию государственным и некоммерческим организациям, хотя изначально планировал и коммерческое распространение.
В октябре 1946 года ими основывается одна из первых компаний по производству компьютеров —  Electronic Control Company, позже переименованная в Eckert–Mauchly Computer Corporation. Её первым заказчиком становится Национальное бюро стандартов США. Компьютер получает название UNIVAC. Однако отсутствие рынка компьютеров играет с Эккертом и Мокли злую шутку. Затраты на производство оказываются в 3 раза больше запланированных. Для решения проблемы компания берёт заказ от Northrop Aircraft Corporation на создание компьютера BINAC.
Финансовые проблемы так и не были окончательно решены , и в 1950 году компания становится подразделением более крупной компании Remington Rand, а Эккерт — исполнительным директором.
Мокли ушёл из компании ещё в 1959 году, основав свою собственную, а Эккерт оставался в ней до 1989 года.
В 1968 году был награждён Национальной научной медалью США.
Умер от лейкемии 3 июня 1995 года в  небольшом городке на востоке Пенсильвании Брин-Маре.
В 2002 году посмертно введён в Национальный зал славы изобретателей.

## Архитектура Эккерта
Эккерт считал, что архитектура фон Неймана должна называться в его честь, так как её основное достижение — хранение программ в памяти компьютера уже до этого было разработано в школе Мура. Эта позиция поддерживается и программистом ENIAC Джин Бартик.

## Награды
- Медаль Говарда Поттса (1949)
- Медаль Джона Скотта (1961)
- Мемориальная премия Гарри Гуда (1966)
- Национальная научная медаль США (1968)
- Премия Гарольда Пендера (1973)
- Премия Эмануэля Пиора (1978)